# Hencse
Hencse es un pueblo ubicado en el distrito de Kaposvár, en el condado de Somogy, Hungría.

## Superficie
Posee una superficie de 7,110 kilómetros cuadrados.

## Demografía
Hasta 2019 la población era de 297 habitantes, con una densidad de población de 41,77 habitantes por kilómetro cuadrado.